# Лабазанов, Гази Исламович
Газимагомед (Гази) Исламович Лабазанов (род. 10 апреля 1960, Годобери, Ботлихский район, ДАССР, РСФСР, СССР) — основоположник современной годоберинской литературы, общественный деятель, участник Афганской войны. Известен как активный защитник годоберинского языка и культуры.

## Биография
Родился в высокогорном селе Годобери (местность Ханибатлила). Окончил местную школу, затем поступил в Дагестанский государственный технический университет.
В молодости работал строителем в Северной Осетии. Проходил срочную службу в Советской армии. Позже трудился в колхозе имени Кирова в кутане Комар-Хутор Кизлярского района.
В 1979 году участвовал в Афганской войне, за что был награждён медалью «Воину-интернационалисту от благодарного афганского народа».
В 1988 году получил медаль «70 лет Вооружённых Сил СССР». 
Проживает в городе Кизляр.

## Творчество
Гази Лабазанов — автор поэтических произведений, в которых сочетаются философские размышления, любовь к родной земле и лирика. Его творчество считается важным вкладом в сохранение годоберинского языка, находящегося под угрозой исчезновения.  
Годоберинцы, не говорящие на своем языке, кажутся похожими на мусульман, которые бросили свою веруГ. И. Лабазанов